# Dary Reis
Dary Hugo dos Reis (auch Dary Reiz, * 12. Februar 1926 in Santa Maria, Rio Grande do Sul; † 26. Dezember 2010 in Rio de Janeiro) war ein brasilianischer Schauspieler.

## Leben
Reis spielte seine erste Rolle 1948 in dem Drama Mãe. Viele Rollen in brasilianischen Telenovelas, Serien und Kinofilmen folgten. Reis spielte auch in einigen internationalen Filmen wichtige Rollen, so in der 1984 gedrehten Actionkomödie Vier Fäuste gegen Rio mit Bud Spencer und Terence Hill. Sein Fokus blieb aber in Südamerika, insbesondere Brasilien. Dort wurde er bald einer der bekanntesten Fernsehgesichter, die Figuren, die er darstellte, waren meist starke, nicht selten düstere Helden mit dunkler Vergangenheit. International bekannt wurde er durch die Serie Die Sklavin Isaura, die zwar schon 1976 gedreht, in Europa und Asien aber erst nach 1986 ausgestrahlt wurde. Als Mitglied des Ensembles dieser Serie gehörte er zu den ersten westlichen Schauspielern, die im chinesischen Fernsehen auftreten durften. Reis spielte bis 2005 noch regelmäßig Rollen in TV und Filmen, 2005 z. B. stellte er im Alter von 79 Jahren in der Serie Bang-Bang einen Banditen dar.
Reis starb 84-jährig in Rio de Janeiro.

## Filmografie (Auswahl)
- 1976–1977: Die Sklavin Isaura (Escrava Isaura) (Fernsehserie)
- 1984: Vier Fäuste gegen Rio (Non c’è due senza quattro)